# 莫氏佳
孝文皇后（越南语：／；1578年4月16日—1630年12月12日），名莫氏佳（越南语：／），熙宗阮福源賜姓阮，名阮氏佳（越南语：／），越南鄭阮紛爭時期阮主阮福源的正室。

## 生平
據阮朝官方史料記載，莫氏佳祖籍海陽處宜陽縣，是越南南北朝時期莫朝的宗室謙王莫敬典的長女，生於莫延成初年三月十日（1578年4月16日）。莫敬典去世后，她随叔父莫景贶一家越海投奔南方的阮主。后来，因为莫景贶的妻子和嘉裕皇后是姐妹的关系，莫氏佳嫁给嘉裕皇后儿子阮福源。她為阮福源生下五子三女。德隆二年十一月初九日（1630年12月12日）去世，壽53歲。阮福源贈為盈姬，諡雅節。景興五年四月十二日（1744年5月23日），武王阮福濶追贈為徽恭慈慎順妃（越南语：／），後追加溫淑二字，為徽恭慈慎溫淑順妃（越南语：／）。
嘉隆五年六月初八日（1806年7月23日），阮福映追尊阮順妃為徽恭慈慎溫淑順莊孝文皇后（越南语：／），葬於永衍陵，並安其神主於太祖廟左一室。

## 冊文
嘉隆五年（1806年），皇后冊文：
至哉坤元，上配乾體。鋪揚懿鑠，所以答厚。貺而隆達，孝也。欽惟徽恭阮順妃殿下，靜一端莊，含弘光大。化施及遠，德洽無疆。鍾毓凝休，繁昌流慶。今仰藉寵靈，重延嗣服。式稽典禮，祗薦鴻嘉。謹奉金冊，上尊號曰徽恭慈愼溫淑順莊孝文皇后。伏惟君蒿如在，于時格思。光受徽稱，永綏福祉。

## 子女
莫氏佳共有5子3女：
- 長子慶郡公 阮福淇
- 次子阮神宗 阮福瀾
- 三子 阮福忠
- 四子 阮福安
- 五子 阮福義
- 長女 阮氏玉蓮
- 次女 阮氏玉萬
- 三女 阮氏玉誇